# Quinta velocidad
Quinta velocidad o 5th Gear europe, es una serie documental emitida por Discovery Channel que se centra en el mundo del motor.
Los periodistas son auténticos expertos en comentar desde la fabricación del coche, el ensamblaje de las piezas, la puesta a punto y el producto final.
Alguno de los vehículos probados son el nuevo Audi TT, mazda mx5, el Lamborghini último modelo, la caravana más rápida del mundo, los Hotrod de última generación y coches más normales como el Kia Ceed o el Seat León.
Los documentales están doblados al castellano por actores de doblaje como José María Rueda, Luis Miguel Cajal, Francesc Tormos, José Carlos Pinela, Jesús Barreda, Sonia Vázquez y Teo Muñoz.
- Datos: Q6095077